# حوزه انتخابیه بیست‌وچهارم نیویورک
حوزه انتخابیه بیست‌وچهارم نیویورک یک حوزه انتخابیه مجلس نمایندگان آمریکا است که در ایالت نیویورک قرار دارد.